# Glucèmia
La glucèmia o glicèmia és la mesura de concentració de glucosa en sang, sèrum o plasma sanguini. En dejú, els nivells normals de glucosa oscil·len entre els 70 mg/dL i els 100 mg/dL. Quan la glucèmia és inferior a aquest llindar, es parla d'hipoglucèmia, quan es troba entre els 100 i 125 mg/dL, es parla de «glucosa alterada en dejú», i quan supera els 126 mg/dL, s'arriba a la condició d'hiperglucèmia. La glucèmia constitueix una de les més importants variables que es regulen en el medi intern (homeòstasi). El terme va ser proposat inicialment pel fisiòleg francès Claude Bernard.
Moltes hormones estan relacionades amb el metabolisme de la glucosa, entre elles la insulina i el glucagó (ambdós secretats pel pàncrees), l'adrenalina (d'origen suprarenal), els glucocorticoides i les hormones esteroides (secretades per les gònades i les glàndules suprarenals).
La hiperglucèmia és l'indicador més habitual de la diabetis mellitus.

## Unitats
Les unitats dels resultats d'exàmens de glucosa a la sang poden presentar-se en mmol/l o en mg/dl, depenent del país on s'executin.
La fórmula per a la conversió de glucosa a la sang de mmol/l en mg/dl: 
- Y (en mg/dl) = 17,5*X (en mmol/l) + 3,75

o bé de mg/dl a mmol/l:
- X (en mmol/l) = [ Y (en mg/dl) – 3,75] / 17,5